# Мормонова књига
Мормонова књига је свети текст мормона. Први пут је објавио 1830. године Џозеф Смит, оснивача мормонизма. Према Смитовим тврдњама, он је Књигу Мормона превео са златних плоча, које му је 1827. године уручио анђео Морони, док је према мишљењима већине не-мормонских научника књигу написао сам Смит. Књига садржи текстове о јеврејско-хришћанској цивилизацији која је од 600. п. н. е. постојала на тлу Америке и коју су у 5. веку после Христа уништили пагански амерички Индијанци. Археолози нису пронашли трагове постојања ове цивилизације. Према тврдњама из Књиге Мормона, Исус Христ се после ускрснућа појавио на тлу Америке, где је проповедао припадницима ове цивилизације. Књигу Мормона и на српском језику објавила „Црква Исуса Христа светаца последњих дана“ (Мормонска цркве). 

## Историјска тачност
Археолози и историчари су скептични према тврдњама из Мормонове књиге. Критике ове књиге су подељене у четири главне групе:
- Непостојање везе између локација описаних у Књизи Мормона и америчких археолошких налазишта.
- Помињање животиња, биљака, метала и технологија у Књизи Мормона за које арехолози и историчари нису нашли доказа у пред-колумбовској Америци. Ставке које се често помињу су говеда, коњи, магарци, волови, овце, свиње, козе, пшеница, челик, месинг, ланци, гвожђе, симитари и кочије.
- Непостојање лигвистичке везе између било ког америчког домородачког језика и блискоисточних језика.[1]
- Непостојање ДНК везе која повезује Индијанце са народима древног Блиског истока. Традиционални став Мормонове књиге тврди да су Индијанци потомци Израелћана који су мигрирали око 600. п. н. е. Међутим, ДНК испитивања не показују постојање блискоисточних компоненти у генима Индијанаца[2]

Мормонова књига садржи многе језичке сличности са Библијом краља Џејмса. У неким случајевима, целе одломци Библије су поновљени у Мормоновој књизи. Понекад је извор потврђен, као у Другој Нефијевој књизи, где је цитирано осамнаест поглавља Књиге пророка Исаије.
Већина мормона сматра Књигу Мормона историјски тачним делом. У оквиру мормонског покрета постоје апологетске групе који покушавају да измире разлике на различите начине. Највише дела од ових група су објавили Задужбина за дневна истраживања и мормонске студије и Задужбина за апологетско информисање и истраживање, које покушавају да представе Мормонову књигу као тачну историју, борећи се против аргумената који критикују њену историјску аутентичност или да помире историјске или научне чињенице са текстом књиге. Један од најчешћих скорашњих аргумената је модел ограничене географије, који претпоставља да су људи из Мормонове књиге насељавали само ограничену географску регију било у Средњој Америци, Јужној Америци или области Великих језера.